# NGC 1950
NGC 1950 је расејано звездано јато у сазвежђу Златна риба које се налази на NGC листи објеката дубоког неба.
Деклинација објекта је - 69° 54' 9" а ректасцензија 5h 24m 33,1s. Привидна величина (магнитуда) објекта NGC 1950 износи 13,2. NGC 1950 је још познат и под ознакама ESO 56-SC116.